# Bling (filme)
Bling ou Almost Heroes 3D (br: Quase Heróis; pt: Super Heróis) é um filme de animação coreano-americano de 2016, dirigido por Kyung Ho Lee e Wonjae Lee, produzido pela Digiart Productions e Digital Idea e distribuído pela Momentum Pictures.

## Enredo
O engenheiro mecânico, Sam, sonha em pedir sua amada em casamento com um lindo anel de brilhante, mas a chegada de um terrível vilão pode atrapalhar seus planos.

## Elenco
- Taylor Kitsch como Sam.
- Zachary Alexander Rice como Sam / Jovem.

- Jennette McCurdy como Sue.
- Eva Bella como Sue / Jovem.

- James Woods como Victor.

- Carla Gugino como Catherine.
- Tom Green como Okra.
- Jon Heder como Wilmer.
- Jason Mewes como Kit.
- Jason Kravits como Oscar.
- Jim Brenuer como Sr. Glump.
- Lex Lang como Rei OX.
- Steve Kramer como Zang.
- Dave B. Mitchell como Policia, Boxer.
- Alicyn Packard como Robô Cancan.
- Rena Strober como Computador.
- Richard Epcar como Capitão Black.
- Derek Stephen Prince como Clerk.